# Mortoniella santiago
Mortoniella santiago är en nattsländeart som beskrevs av Sykora 1999. Mortoniella santiago ingår i släktet Mortoniella och familjen stenhusnattsländor. Inga underarter finns listade i Catalogue of Life.